# Isocyanate de méthyle
L’isocyanate de méthyle ou MIC, de l'anglais methyl isocyanate, est un composé organique de formule semi-développée H3C-N=C=O.
C'est un intermédiaire notamment utilisé pour la synthèse des carbamates insecticides tels que l'aldicarbe, le carbaryl, le méthomyl ou le carbofuran.  II intervient également dans la préparation de produits pharmaceutiques et de certains polymères.
C’est un produit dangereux en raison de sa toxicité et de son pouvoir irritant.  Il a été à l’origine de la catastrophe de Bhopal qui a causé la mort de plusieurs milliers de personnes.
L'atterrisseur Philae de la sonde spatiale Rosetta a détecté ce composé sur la comète 67P/Tchourioumov-Guérassimenko, ce qui atteste la présence de cette molécule dans le Système solaire.

## Propriétés physico-chimiques
Dans les conditions normales, l’isocyanate de méthyle est un liquide incolore d’odeur âcre.  Il est très volatil et ses vapeurs sont lacrymogènes. 
Il a une température d’ébullition relativement basse (39 °C) et est hautement inflammable.
Il est faiblement soluble dans l’eau (6 à 10 % en masse) mais cette solution n’est pas stable car il réagit avec l’eau.

## Production
L’isocyanate de méthyle est généralement fabriqué à partir de la méthylamine et du phosgène. Ces produits réagissent à température ambiante mais pour des productions à l'échelle industrielle les réactifs sont mis en présence sous forme gazeuse à plus haute température.
Il se forme initialement du chlorure de N-méthyl carbamoyle (MCC) et du chlorure d'hydrogène.
L'isocyanate de méthyle est ensuite obtenu en traitant le MCC avec une amine tertiaire comme la N,N-diméthylaniline ou avec la pyridine. On peut aussi le séparer par distillation.

## Sécurité
- produit extrêmement inflammable.
- toxique par inhalation, par contact de la peau et par ingestion.
- irritant pour les yeux, les voies respiratoires et la peau.
- conserver le récipient dans un endroit bien ventilé.
- ne pas verser de l'eau dans ce produit.
- mortel